# Winnie the Pooh: Krv i med
Winnie the Pooh: Krv i med (eng. Winnie-the-Pooh: Blood and Honey) je britanski nezavisni slasher film iz 2023. godine koji je režirao, producirao, uredio i napisao Rhys Frake-Waterfield.
Film je inspiriran knjigama Medvjedića Winnija A. A. Milnea i E. H. Sheparda, ali revidiran kao horor film, prvi u produkciji Waterfielda i njegove tvrtke. Najavljen je u svibnju 2022., a s obzirom na to da je protagonist ikona iz djetinjstva, postao je jedan od najiščekivanijih filmova 2023. godine i izazvao podijeljene reakcije publike. Prvi put je objavljen 26. siječnja 2023. u Meksiku.

## Radnja
Zbog nedostatka hrane i samoće od kad ih je Christopher Robin napustio, Pooh i Prasčić, postali su divlji i krvožedne ubojice otkad su u potrazi za durgim izvorima hrane okusili krv.

## Glumačka postava
- Craig David Dowsett kao Winnie-the-Pooh
- Chris Cordell kao Praščić
- Amber Doig-Thorne kao Alice
- Nikolai Leon kao Christopher Robin
- Maria Taylor kao Maria
- Natasha Rose Mills kao Jessica
- Danielle Ronald kao Zoe

## Produkcija
Zabavna web stranica IGN, 27. svibnja 2022. godine objavila je da je film, zahvaljujući isteku autorskih prava s Disneyjem, u produkciji. Frake-Waterfield je u svom redateljskom debiju također dao nekoliko izjava o tome zašto su Pooh i Praščić postali krvožedni ubojice nakon odlaska Christophera Robina. Maske dviju ikona iz djetinjstva stvorila je američka tvrtka Immortal Masks.
Snimanje filma započelo je u travnju 2022. u Ashdown Forestu u istočnom Sussexu u Engleskoj, a završeno je u roku od 10 dana.

## Distribucija
Film je objavljen u meksičkim kinima 26. siječnja 2023., u Sjedinjenim Državama 15. veljače, a u Engleskoj 10. ožujka, dok u Hrvatskoj film je prikazan 23. veljače iste godine.

## Budućnost

### Nastavak
Redatelj je najavio da će nastavak filma biti produciran s pet puta većim proračunom, koji je zakazan za veljaču 2024.

### Filmski svemir i ostali projekti
Najavljena su još dva horor filma temeljena na ikonama iz djetinjstva, a to su Bambi: The Reckoning i Peter Pan's Neverland Nightmare. Veljače 2023. Frake-Waterfield je objavio da se različiti projekti odvijaju u istom filmskom svemiru (franšizi), dok Jagged Edge Productions namjerava na kraju imati crossovere s likovima. Waterfield također je izrazio interes za snimanje filmova o Thoru, nordijskom bogu gromova, kao i franšize zaštićenim autorskim pravima, kao što su Teletubbiesi, Nindže kornjače i Powerpuff Girls.

## Vanjske poveznice
- Službena stranica
- Winnie the Pooh: Krv i med u internetskoj bazi filmova IMDb-a